# Hoz y Costean
Pour les articles homonymes, voir Hoz.

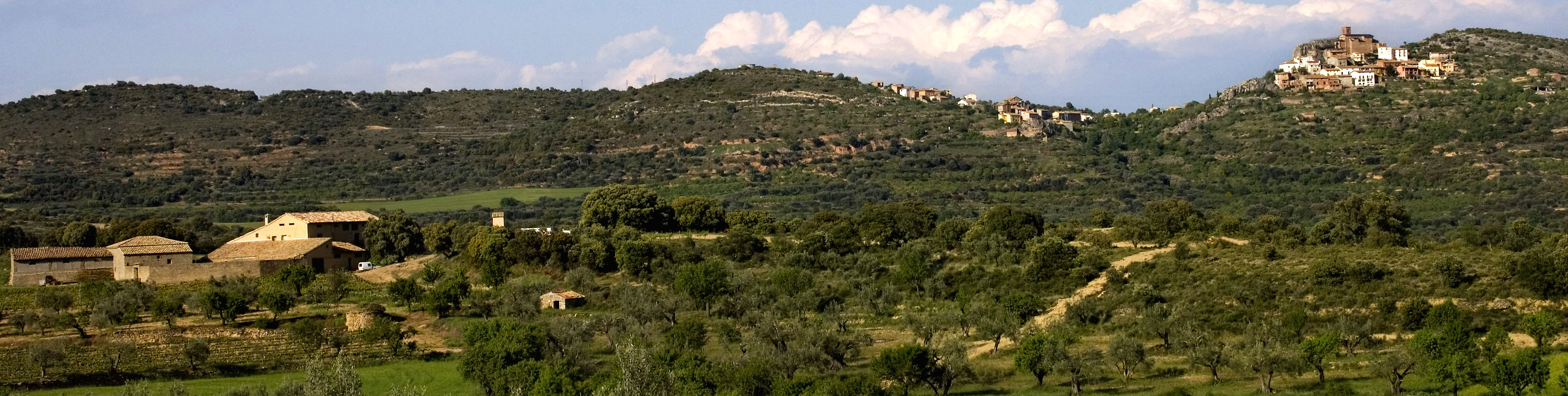
Hoz

Hoz y Costean est une municipalité de la comarque de Somontano de Barbastro, dans la province de Huesca, dans la communauté autonome d'Aragon en Espagne.